# ボルク・エネディ・ティベスティ県
ボルク・エネディ・ティベスティ県は、1960年から1999年までチャドの14の県の中で最大の県だった。その後、2002年にチャドが分割した18の州の1つであるボルク・エネディ・ティベスティ州になった。その名前はしばしばBETと略される。
チャドの北部に位置し、リビアに隣接し、ニジェールとスーダンにも接していた。ボルクー・エンエディ・ティベスティの面積は600,350km2で、チャドの面積のほぼ半分を占めている。人口は73,185人（1993年）で、一部は遊牧民であり、小さな町などの集落も点在している。県都はファヤ・ラルジョー。

## 地理
ボルク・エネディ・ティベスティは、サハラ砂漠に位置し、サヘル地域に広がっている。地形は、火山性のティベスティ山地から、完新世の湖底であり地球上で最も強い砂嵐が発生する地域のひとつであるボデレ低地まで多岐にわたっている。全体的に、この地域は非常に乾燥している。